# Benetice (Světlá nad Sázavou)
Benetice er en lille landsby i nærheden af byen Světlá nad Sázavou i det centrale Tjekkiet med  omkring 14(2024) indbyggere.
Tidligere fandtes der et glaspusteri her, som dog ikke eksisterer mere. Nogle lokale navne giver mindelser om glaspusteriet, f.eks. Na sušírnách og Sklárenský rybník (navnet på en dam). Der findes en sommmerlejr i Benetice. Den blev tidligere anvendt som pioneerlejr og til ferieophold for børn og unge fra Ungarn, Polen og Tyskland. Et lindetræ plantet til minde om freden efter anden verdenskrig findes på et fælledområde i Benetice. Slottet Lipnice kan ses fra Benetice.